# Dmitri Barsouk
Dmitri Nikolaevich Barsouk em russo:Дмитрий Николаевич Барсук;(20 de janeiro de 1980) é um jogador de vôlei de praia russo.

## Carreira
Em 2008 com Igor Kolodinsky disputou a edição dos Jogos Olímpicos de Verão cuja sede foi em Pequim e após eliminação terminaram na nona posição.E jogando com Yaroslav Koshkarev conquistaram a medalha de prata na edição dos Jogos Europeus de 2015 em Baku
Dmitri Barsouk representou, ao lado de Nikita Lyamin, seu país nos Jogos Olímpicos de Verão. Nos Jogos Olímpicos de Verão de 2016, terminou em sétimo lugar, caindo nas quartas-de-finais.